# 1978年の音楽
1978年の音楽（1978ねんのおんがく）では、1978年（昭和53年）の世界の音楽分野についてまとめる。
1977年の音楽-1978年の音楽-1979年の音楽

## 概要・出来事
- ピンク・レディーが「UFO」「サウスポー」「モンスター」と3曲がオリコン年間シングルチャートTOP3を独占[1]。
- この年のビルボード年間チャートのベスト5は以下のとおり。

1. アンディ・ギブ 「シャドー・ダンシング」
2. ビージーズ 「恋のナイト・フィーヴァー」
3. デビー・ブーン 「恋するデビー」
4. ビージーズ 「ステイン・アライヴ」
5. エグザイル 「キッス・ユー・オール・オーバー」

## 詳細
- 1月19日 - 音楽番組『ザ・ベストテン』第1回放送（TBS、 - 1989年9月28日放送の第603回）[注 1]。
- 1月27日 -  イギリスのハードロック・バンド、レインボー[注 2]の北海道・中島スポーツセンターでのコンサートで、熱狂したファンがステージ前に殺到し、死者1名が出る事故が発生した。
- 2月 - ボブ・ディランが初の日本公演を開催[注 3]。
- 4月4日 - キャンディーズが後楽園球場（現東京ドーム）で解散コンサート開催。
- 8月 - 芸能事務所・渡辺プロダクション[注 4]がワーナー・パイオニア（現・ワーナーミュージック・ジャパン）から資本離脱。新たにオーディオメーカーのトリオ（後のケンウッド、現・JVCケンウッド）と西武流通グループ（後のセゾングループ）との合弁によるレコード会社「サウンズ・マーケティング・システム (Sounds Marketing System、略称SMS)」を設立した（1988年に事業解散。渡辺プロダクションのレコード事業はアポロン音楽工業（後のアポロン→バンダイ・ミュージックエンタテインメント）に一本化）。
- 8月21日 - CBS・ソニー（現・ソニー・ミュージックエンタテインメント）から発売されていたEPICレーベルが、株式会社EPIC・ソニー (Epic/Sony Inc.) として分社[注 5]。
- 8月31日 - フォーリーブスが東京厚生年金会館で解散コンサート開催[注 6]。
- 9月 - 木之内みどりが引退。
- 10月 - 南沙織が学業優先を理由に引退。
- 12月31日
  - 第20回日本レコード大賞　UFO／ピンク・レディー
最優秀歌唱賞　沢田研二／LOVE（抱きしめたい）、最優秀新人賞　渡辺真知子／かもめが翔んだ日
  - 第29回NHK紅白歌合戦

## 洋楽

### シングル
| - 10cc – Dreadlock Holiday - アバ – イーグル、Take a Chance on Me、Summer Night City - ア・テイスト・オブ・ハニー「今夜はブギ・ウギ・ウギ」 - アトランタ・リズム・セクション 「イマジナリー・ラバー」 - トビー・ボー 「マイ・エンジェル・ベイビー」 - ビージーズ – Night Fever - ブロンディ 「デニスに夢中」、Picture This - ケイト・ブッシュ 「嵐が丘」 - カーズ 「ジャスト・ワット・アイ・ニーディド」 - City Boy – 5.7.0.5. - Dire Straits – Sultans of Swing - アース・ウィンド・アンド・ファイアー 「セプテンバー」 - アート・ガーファンクル 「ワンダフル・ワールド」 - アンディ・ギブ 「シャドー・ダンシング」「愛の面影」 - アンブロージア 「ハウ・マッチ・アイ・フィール」 - アン・マレー 「辛い別れ」 - イヴォンヌ・エリマン「イフ・アイ・キャント・ハブ・ユー」 - エアロスミス - カム・トゥげざー - エグザイル 「キッス・ユー・オール・オーバー」 - オリビア・ニュートン＝ジョン「愛は魔術師」 - カーリー・サイモン 「ユー・ビロング・トゥ・ミー」 - クイーン「バイシクル・レース」 - ザ・クラッシュ「トミー・ガン」 - KC&サンシャイン・バンド 「セイム・オールド・ソング」 - ジェイ・ファーガソン「サンダー・アイランド」 - ジェリー・ラファティー 「霧のベイカー・ストリート」 - ジェイ・ファーガソン「サンダー・アイランド」* ジョー・ウォルシュ 「この人生に賭けて」 - ジョニー・マティス&デニース・ウィリアムズ「涙のデュエット」 - ジョン・トラボルタ&オリビア・ニュートン＝ジョン「愛のデュエット」 | - スティーリー・ダン 「FM」* イヴリン・シャンペン・キング「シェイム」 - タヴァレス 「モア・ザン・ア・ウーマン」 - チープ・トリック 「サレンダー」 - テディ・ペンダーグラス 「クローズ・ザ・ドア」 - トビー・ボー 「マイ・エンジェル・ベイビー」 - トーキング・ヘッズ 「テイク・ミー・トゥ・ザ・リヴァー」 - バリー・マニロウ 「涙色の微笑」「コパカバーナ」 - パティ・スミス・グループ 「ビコーズ・ザ・ナイト」 - ヒート・ウェイヴ 「グルーブ・ライン」「オールウェイズ&フォーエバー」 - The B-52's 「ロック・ロブスター」 - ファンカデリック 「ワン・ネイション・アンダー・ア・グルーブ」 - フランキー・ヴァリ 「グリース」 - プレイヤー「ベイビー・カム・バック」 - ラムジャム 「ブラック・ベティ」 - リンダ・ロンシュタット 「ウー・ベイビー・ベイビー」「ダイスをころがせ」 - ローリング・ストーンズ 「ミス・ユー」「ビースト・オブ・バーデン」 - ロバータ・フラック&ダニー・ハサウェイ 「私の気持ち」 - ブルース・スプリングスティーン 「プルーブ・イット・オールナイト」 - ポリス 「ロクサーヌ」「キャント・スタンド・ルージング・ユー」 - ポール・マッカートニー&ウイングス 「しあわせの予感」 - ボブ・ウェルチ 「エボニー・アイズ」 - ボブ・シーガー 「裏切りのゲーム」「オールド・タイム・ロックンロール」「ハリウッド・ナイト」 - ウォーレン・ジヴォン 「ロンドンのオオカミ男」 |

### アルバム
| - ローリング・ストーンズ 『女たち』 - ニール・ヤング 『カムズ・ア・タイム』 - パティ・スミス・グループ 『イースター』 - ブルース・スプリングスティーン 『闇に吠える街』 - ダイアー・ストレイツ 『悲しきサルタン』 - ニコレット・ラーソン 『愛しのニコレット』 - ファンカデリック 『ワン・ネイション・アンダー・ア・グルーヴ』 - パーラメント 『モーター・ブーティー・アフェア』 - ピーター・トッシュ 『ブッシュ・ドクター』 - ジェネシス 『そして3人が残った』 - スティーヴ・ヒレッジ 『グリーン』 - クラトゥ 『サー・アーミー・スーツ』 - ニーナ・シモン 『ボルチモア』 - ゲイリー・ムーア 『バック・オン・ザ・ストリーツ』 - チープ・トリック 『チープ・トリックat武道館』 - XTC 『ホワイト・ミュージック』 - ウルトラヴォックス 『システム・オブ・ロマンス』 - ディーヴォ 『頽廃的美学論』 | - ポリス 『アウトランドス・ダムール』 - ブルース・ブラザーズ 『ブルースは絆』 - エアロスミス 『ライヴ・ブートレッグ』 - ジェーン・バーキン 『想い出のロックン・ローラー』 - ドクター・ジョン 『シティ・ライツ』 - フォリナー 『ダブル・ヴィジョン』 - シン・リジィ 『ライヴ・アンド・デンジャラス』 - ジャム『オール・モッド・コンズ』 - トム・スコット 『インティメット・ストレンジャー』 - ボブ・ディラン 『ストリート・リーガル』『武道館』 - ヴァン・ヘイレン 『炎の導火線』 - クイーン 『ジャズ』 |

## ジャズ
- クインシー・ジョーンズ: Sounds・・And Stuff Like That!
- チャック・マンジョーネ: Feels So Good
- スパイロ・ジャイラ: Spyro Gyra
- ジョー・ファレル: ナイト・ダンシング
- John Klemmer: Arabesque
- オリヴァー・レイク: Life Dance of Is
- David Liebman: Pendulum
- マイケル・フランクス: Burchfield Nines
- チコ・フリーマン: The Outside Within
- Guenter Hampel: Freedom Of The Universe
- Leroy Jenkins: The Legend of Ai Glatson

## クラシック
- ジョン・アダムズ – Shaker Loops
- Malcolm Arnold – Symphony No. 8
- Peter Maxwell Davies – Salome

## 総合ランキング（邦楽、洋楽）

### シングル
年間TOP50
- 集計会社 オリコン

※1977年12月5日付 - 1978年11月27日付
- 1位 ピンク・レディー：「UFO」
- 2位 ピンク・レディー：「サウスポー」
- 3位 ピンク・レディー：「モンスター」
- 4位 堀内孝雄：「君のひとみは10000ボルト」
- 5位 キャンディーズ：「微笑がえし」
- 6位 ピンク・レディー：「透明人間」
- 7位 平尾昌晃・畑中葉子：「カナダからの手紙」
- 8位 サーカス：「Mr.サマータイム」
- 9位 矢沢永吉：「時間よ止まれ」
- 10位 中島みゆき：「わかれうた」
- 11位 渡辺真知子：「迷い道」
- 12位 黒沢年男：「時には娼婦のように」
- 13位 沢田研二：「サムライ (Single Version)」
- 14位 世良公則&ツイスト：「宿無し」
- 15位 山口百恵：「プレイバックPart2」
- 16位 アリス：「冬の稲妻」
- 17位 世良公則&ツイスト：「銃爪」
- 18位 アリス：「ジョニーの子守唄」
- 19位 庄野真代：「飛んでイスタンブール」
- 20位 渡辺真知子：「かもめが翔んだ日」
- 21位 増位山太志郎：「そんな女のひとりごと」
- 22位 沢田研二：「ダーリング」
- 23位 サザンオールスターズ：「勝手にシンドバッド」
- 24位 ビリー・ジョエル：「ストレンジャー」
- 25位 世良公則&ツイスト：「あんたのバラード」
- 26位 松山千春：「季節の中で」
- 27位 紙ふうせん：「冬が来る前に」
- 28位 平野雅昭：「演歌チャンチャカチャン」
- 29位 アリス：「涙の誓い」
- 30位 キャンディーズ：「わな」
- 31位 さとう宗幸：「青葉城恋唄」
- 32位 サンタ・エスメラルダ：「悲しき願い」
- 33位 ビージーズ：「恋のナイト・フィーヴァー」
- 34位 山口百恵：「絶体絶命」
- 35位 ピンク・レディー：「ウォンテッド (指名手配)」
- 36位 沢田研二：「LOVE (抱きしめたい)」
- 37位 アラベスク：「ハロー、ミスター・モンキー」
- 38位 中原理恵：「東京ららばい」
- 39位 研ナオコ：「かもめはかもめ」
- 40位 大橋純子：「たそがれマイ・ラブ」
- 41位 山口百恵：「乙女座 宮」
- 42位 郷ひろみ・樹木希林：「林檎殺人事件」
- 43位 庄野真代：「モンテカルロで乾杯」
- 44位 桜田淳子：「しあわせ芝居」
- 45位 加藤登紀子：「この空を飛べたら」
- 46位 沢田研二：「ヤマトより愛をこめて」
- 47位 原田真二：「てぃーんず ぶるーす」
- 48位 原田真二：「キャンディ」
- 49位 五輪真弓：「さよならだけは言わないで」
- 50位 原田真二：「タイム・トラベル」

### 総合アルバム（邦楽、洋楽)
年間TOP50
※1977年12月5日付 - 1978年11月27日付（データはLPチャートでの集計）
- 1位 ピンク・レディー：『ベスト・ヒット・アルバム』
- 2位 アリス：『ALICE VI』
- 3位 サウンドトラック：『サタデー・ナイト・フィーバー』
- 4位 アリス：『ALICE V』
- 5位 沢田研二：『思いきり気障な人生』
- 6位 さだまさし：『私花集』
- 7位 矢沢永吉：『ゴールドラッシュ』
- 8位 中島みゆき：『愛していると云ってくれ』
- 9位 世良公則&ツイスト：『世良公則&ツイスト』
- 10位 アリス：『栄光への脱出 〜武道館ライブ』
- 11位 サウンドトラック：『さらば宇宙戦艦ヤマト 愛の戦士たち 音楽集』
- 12位 ビリー・ジョエル：『ストレンジャー』
- 13位 かぐや姫：『かぐや姫・今日』
- 14位 渡辺真知子：『海につれていって』
- 15位 石川さゆり：『暖流』
- 16位 シンフォニック・オーケストラ・ヤマト：『交響組曲 宇宙戦艦ヤマト』
- 17位 原田真二：『Feel Happy』
- 18位 庄野真代：『ルフラン』
- 19位 さだまさし：『風見鶏』
- 20位 研ナオコ：『NAOKO VS MIYUKI/研ナオコ、中島みゆきを歌う』
- 21位 堀内孝雄：『あいつが死んだ晩』
- 22位 八神純子：『思い出は美しすぎて』
- 23位 Hi-fi-set：『ハイ・ファイ・ブレンド』
- 24位 松山千春：『こんな夜は』
- 25位 松任谷由実：『紅雀』
- 26位 中島みゆき：『あ・り・が・と・う』
- 27位 キャンディーズ：『キャンディーズSHOP』
- 28位 ABBA：『アライバル』
- 29位 松山千春：『君のために作った歌』
- 30位 ABBA：『アバ・ジ・アルバム』
- 31位 アース・ウィンド・アンド・ファイアー：『太陽神』
- 32位 オリビア・ニュートン＝ジョン：『詩小説』
- 33位 松山千春：『歩き続ける時』
- 34位 中島みゆき：『私の声が聞こえますか』
- 35位 キャンディーズ：『FINAL CARNIVAL Plus One』
- 36位 キャンディーズ：『早春譜』
- 37位 八代亜紀：『オリジナル・スーパーヒット16』
- 38位 サウンドトラック：『スター・ウォーズ』
- 39位 サーカス：『サーカス1』
- 40位 ロッド・スチュワート：『明日へのキック・オフ』
- 41位 サウンドトラック：『さらば宇宙戦艦ヤマト (ドラマ編)』
- 42位 イルカ：『ちいさな空』
- 43位 風：『海風』
- 44位 山口百恵：『ドラマチック』
- 45位 ポール・マッカートニー&ウイングス：『ロンドン・タウン』
- 46位 渡辺貞夫：『カリフォルニア・シャワー』
- 47位 クイーン：『世界に捧ぐ』
- 48位 五輪真弓：『五輪真弓』
- 49位 ABBA：『グレイテスト・ヒッツ24』
- 50位 吉田拓郎：『大いなる人』

## イベント
| 開催日   | タイトル                                     |
| -------- | -------------------------------------------- |
| 12月31日 | ASAKUSA NEW YEAR ROCK FESTIVAL 6th 1978-1979 |
| 12月31日 | 第29回NHK紅白歌合戦                          |

### 日本武道館公演
- 1月8日 - 五木ひろし
- 1月9日・10日 - イアン・ミッチェル/ロゼッタ・ストーン
- 1月21日・22日・2月3日 - レインボー
- 2月7日 - ボズ・スキャッグス
- 2月15日 - チック・コリア&ハービー・ハンコック
- 2月20日・21日・23日・28日・3月1日・2日・3日・4 - ボブ・ディラン
- 2月22日 - エレクトリック・ライト・オーケストラ
- 3月28日・29日・31日・4月1日・2日 - キッス
- 4月4日 - フォリナー
- 4月28日 - チープ・トリック
- 5月17日 - テッド・ニュージェント
- 5月30日 - ジョー山中
- 5月31日 - かぐや姫
- 6月30日・7月1日 - ダイアナ・ロス
- 7月24日 - 原田真二
- 7月28日 - パット・マッグリン
- 8月3日・4日 - ロゼッタ・ストーン
- 8月28日 - Char
- 8月29日・30日・9月1日 - アリス
- 8月31日 - アグネス・チャン
- 9月7日・8日・18日・20日 - ベイ・シティ・ローラーズ
- 10月17日・18日 - オリビア・ニュートン＝ジョン
- 10月25日・26日・27日 - ピーター・フランプトン
- 10月29日 - レイモン・ルフェーブル・グランド・オーケストラ
- 11月3日 - 西城秀樹
- 11月10日・11日・12日 - 世界歌謡祭
- 11月20日 - ジャニス・イアン
- 11月30日・12月1日・2日 - ジェフ・ベック
- 12月11日 - デヴィッド・ボウイ
- 12月12日 - キース・ジャレット
- 12月23日 - アリス
- 12月24日 - 沢田研二
- 12月25日・27日 - ピンク・レディー

## 主な音楽賞

### 第20回日本レコード大賞
- 大賞
  - UFO／ピンク・レディー
- 最優秀歌唱賞 
  - LOVE (抱きしめたい)／沢田研二
- 最優秀新人賞
  - かもめが翔んだ日／渡辺真知子
- 金賞
  - かもめはかもめ／研ナオコ
  - グッド・ラック／野口五郎
  - しあわせ芝居／桜田淳子
  - シンデレラ・ハネムーン／岩崎宏美
  - たそがれマイ・ラブ／大橋純子
  - 故郷へ…／八代亜紀
  - ブルースカイ ブルー／西城秀樹
  - プレイバックPart2／山口百恵
- 新人賞
  - 失恋記念日／石野真子
  - 青葉城恋唄／さとう宗幸
  - Deep／渋谷哲平
  - 東京ららばい／中原理恵

### 第9回日本歌謡大賞
- 大賞
  - サウスポー／ピンク・レディー
- 放送音楽新人賞
  - 失恋記念日／石野真子
  - ブルー／渡辺真知子
- 放送音楽賞
  - かもめはかもめ／研ナオコ
  - グッド・ラック／野口五郎
  - 故郷へ…／八代亜紀
  - ブルースカイ ブルー／西城秀樹
  - プレイバックPart2／山口百恵
  - LOVE（抱きしめたい）／沢田研二

### その他
| 賞                                                    | 受賞作・受賞者 |
| ----------------------------------------------------- | --- |
| 第16回ゴールデン・アロー賞                            | - 音楽賞 - 沢田研二 - 新人賞（音楽） - 石野真子、渡辺真知子 |
| 第16回ポピュラーソングコンテストつま恋本選会          | - グランプリ - 円広志「夢想花」 - 優秀曲賞 - 季節風「黒い鷲とカンテレ」、大友裕子「傷心」、モンローズ「私の声が聞こえたら」、ホンキートンク「どしゃぶりずぶぬれしどろもどろ」 - 入賞 - チャゲ&飛鳥「流恋情歌」、中川淳子「振り向けばそこに」、さのくみ「くれないでえと」、クリスタルキング「明日への旅立ち」、ユミ&アケミ「MY DREAM」、勝木ゆかり「時が過ぎるように」 - 川上賞 - 三木陽子「女性大革命」 |
| 第15回ポピュラーソングコンテストつま恋本選会          | - グランプリ - U・U「10月の汐吹は寒かった」 - 優秀曲賞 - 小林雄二「さよならのひとこま」、山川義幸「酒場のギター弾き」、ビナタス「離別学（わかれがく）」、佐野元春「Do What You Like (勝手にしなよ)」 - 入賞 - 柴田まゆみ「白いページの中に」、ロブバード「目をとじて」、長渕剛とソルティードッグ「巡恋歌」、安岡孝章「シンガー」、川崎信宏とたっちゃんブラザーズ「化石」、ドミノ「サザンクロス」、よいこバンド「サンセットストリート」 - 川上賞 - 神門千鶴「大好きなあなたミスタールゥ」、佐藤弘子とロンサムスージー「プラスティック・カウボーイ」 |
| 第11回下谷賞                                          | - 下谷賞 - 池上敏「コンサート・マーチ '77」 |
| 第11回日本有線大賞                                    | - 大賞 - 沢田研二「ダーリング」 |
| 第11回全日本有線放送大賞                              | - 上期 - 増位山「そんな女のひとりごと」 - 年間 - 沢田研二「LOVE (抱きしめたい)」 |
| 第11回日本作詩大賞                                    | - 大賞 - さとう宗幸「青葉城恋唄」（作詞:星間船一） |
| 第11回新宿音楽祭                                      | - 金賞 - 石野真子、渡辺真知子 - 銀賞 - さとう宗幸、石川ひとみ、中原理恵、金井夕子ほか - 銅賞 - サザンオールスターズ、レイジーほか - 敢闘賞 - 北野玲子 - 審査員特別奨励賞 - 渋谷哲平 |
| 第10回サントリー音楽賞                                | - 松村禎三 |
| 第9回世界歌謡祭                                       | - ティナ・チャールズ「ラブ・ロック」、円広志「夢想花」 |
| 第8回モービル音楽賞                                   | - 邦楽部門 - 杵屋佐登代 - 洋楽部門（本賞） - 音楽之友社 |
| 第8回創作合唱曲公募                                   | - 入賞 - 藤沢道雄「ルイス・キャロルによる「不思議な国の言葉たち」」 - 佳作 - 熊谷賢一「二つのバラード」、中西秀樹「百日紅」 |
| 第7回FNS歌謡祭                                        | - グランプリ - 沢田研二「LOVE (抱きしめたい)」 - 最優秀歌唱賞 - 西城秀樹「ブルースカイ ブルー」 - 最優秀新人賞 - さとう宗幸「青葉城恋唄」 - 最優秀ヒット賞 - ピンク・レディー「UFO」 - 最優秀視聴者賞・最優秀歌謡音楽賞 - 山口百恵「プレイバックPart2」 - 特別賞 - 郷ひろみ&樹木希林「林檎殺人事件」 - 5周年記念特別賞 - 五木ひろし、布施明、都はるみ、石川さゆり |
| 第7回東京音楽祭                                       | - アル・グリーン「愛しのベル」 |
| 第6回銀座音楽祭                                       | - グランプリ - 渡辺真知子 |
| 第6回ウィンナーワルド・オペラ賞                       | - オペラ大賞 - 戸田敏子 - オペラ賞 - 中村邦子、粟國安彦 - 新人賞 - 該当なし - 特別賞 - 該当なし |
| 第4回全日本歌謡音楽祭                                 | - ゴールデングランプリ - 沢田研二「LOVE (抱きしめたい)」 - 最優秀新人賞 - 渡辺真知子 |
| 第4回横浜音楽祭                                       | - 最優秀新人賞 - 渡辺真知子 |
| 第4回日本テレビ音楽祭                                 | - グランプリ - ピンク・レディー「サウスポー」 |
| 第4回日本演歌大賞                                     | - 大賞 - 増位山太志郎 |
| 第4回ABC歌謡新人グランプリ                            | - 渡辺真知子 |
| 第3回南里文雄賞                                       | - 松本英彦、北村英治 |
| 第3回ライオンリスナーズグランプリ・FM東京最優秀新人賞 | - 八神純子 |
| 第2回長崎歌謡祭                                       | - グランプリ - 合田道人 |

## デビュー
- 1月 - ヴァン・ヘイレン／ユー・リアリー・ガット・ミー
- 1月 - 阿川泰子／ヤスコ・ラブ・バード
- 1月 - 西村まゆ子
- 1月5日 - 八神純子／思い出は美しすぎて（正式デビュー）
- 1月10日 - 平尾昌晃・畑中葉子／カナダからの手紙
- 1月25日 - 天馬ルミ子／教えてください、神様
- 2月1日 - 渋谷哲平／朝日に向かって
- 2月25日 - 福島邦子／グッドバイ
- 3月13日 - 竹下景子／結婚してもいいですか
- 3月21日 - 中原理恵／東京ららばい
- 3月25日 - 石野真子／狼なんか怖くない
- 3月25日 - サーカス／Mr.サマータイム（再デビュー）
- 3月25日 - 永井龍雲／想い
- 4月 - 山田隆夫／僕はカウンタックマン
- 4月21日 - トライアングル／トライアングル・ラブレター
- 4月21日 - ばんばひろふみ／最終フライト05便…ソロデビュー
- 5月5日 - さとう宗幸／青葉城恋唄
- 5月20日 - 安部光俊／風は知っている…ソロデビュー
- 5月20日 - 財津和夫／二人だけの夜
- 5月21日 - 甲斐よしひろ／グッド・ナイト・ベイビー／翼あるもの…ソロデビュー
- 5月25日 - 石川ひとみ／右向け右
- 6月1日 - 大橋恵里子／経験シーズン
- 6月20日 - 金井夕子／パステル ラブ
- 6月21日 - 朝風まり（現・プリンセス・テンコー）／ザ・マジック
- 6月21日 - 高橋幸宏／サラヴァ!…ソロデビュー
- 6月21日 -  水越けいこ／しあわせをありがとう
- 6月25日 - サザンオールスターズ／勝手にシンドバッド
- 6月25日 - 森まどか／ひまわりの夏
- 7月 - 神奈かずえ（現・伊藤かずえ）／ひとりぽっちの村祭り
- 7月21日 - ザ・ハンダース／ハンダースの想い出の渚
- 7月25日 - 桂木文／短篇小説
- 8月5日 - 堀内孝雄／君のひとみは10000ボルト…ソロデビュー
- 8月25日 - 柴田まゆみ／白いページの中に
- 8月25日 - 下成佐登子／秋の一日
- 9月 - 山本達彦／突風 〜SUDDEN WIND〜
- 9月21日 - THE SQUARE（現・T-SQUARE）／Lucky Summer Lady
- 10月5日 - 越美晴（現・コシミハル）／ラブ・ステップ
- 10月25日 - 坂本龍一／千のナイフ
- 10月25日 - シーナ&ザ・ロケッツ／涙のハイウェイ
- 11月1日 - 高見知佳／シンデレラ
- 11月1日 - 堀川まゆみ／ダディー
- 11月5日 - 杏里／オリビアを聴きながら
- 11月21日 - 円広志／夢想花…ソロデビュー
- 11月25日 - 髙橋真梨子／あなたの空を翔びたい…ソロデビュー
- 11月25日 - 竹内まりや／戻っておいで・私の時間
- 11月25日 - イエロー・マジック・オーケストラ／『イエロー・マジック・オーケストラ』
- 12月1日 - 大友裕子／傷心
- 12月21日 - 山本翔／ROMANTIC VIOLENCE
- 不明 - ARB／野良犬

## 解散・活動休止
- 1月14日 - セックス・ピストルズ[注 7]
- 3月25日 - サンハウス
- 4月4日 - キャンディーズ
- 8月29日 - サディスティックス
- 8月31日 - フォーリーブス[注 6]
- 11月14日 - フィンチ

### 年内
- イアン・ギラン・バンド
- ウィグワム（1991年再結成）
- ウォーカー・ブラザーズ
- ジ・オーケストラ
- コロシアムII
- 劇団スペース・サーカス
- センセーショナル・アレックス・ハーヴェイ・バンド
- ノヴァ
- ヴァン・ダー・グラフ・ジェネレーター（2005年再結成）
- ビー・バップ・デラックス
- フィンガー5
- フォーカス（2002年再結成）
- ブレッド（1996年再結成）
- ヘンリー・カウ
- ボシー・バンド
- WHY
- 山本コウタローとウィークエンド
- ラビット
- ロイヤルナイツ

## 再結成
- ドアーズ（年内限定）
- ピーター・ポール&マリー（ - 2009年）

## 引退
- 木之内みどり（9月）
- 南沙織（10月）

## 誕生
- 1月6日 - つじあやの（京都府、シンガーソングライター）
- 1月6日 - Reina（沖縄県、歌手、MAX）
- 1月7日 - CICO（大阪府、ラッパー、元BENNIE K）
- 1月12日 - 月森健一（島根県、歌手、Wyse）
- 1月18日 - 社長（福井県、アジテーター、SOIL&"PIMP"SESSIONS）
- 1月18日 - BIGZAM（北海道、ラッパー、NITRO MICROPHONE UNDERGROUND）
- 2月3日 - 侑威地（京都府、ベーシスト、ROTTENGRAFFTY）
- 2月7日 - DJ SUZUKI（神奈川県、DJ、アルファ）
- 2月12日 - 久保田真悟（静岡県、歌手、Jazzin' park）
- 2月12日 - ヒイズミマサユ機/H是都M/H ZETT M（ピアニスト、H ZETTRIO/元PE'Z/元東京事変）
- 2月15日 - YIRUMA（ 韓国、作曲家・ピアニスト）
- 2月15日 - Chocolat（東京都、歌手・元モデル、Chocolat&Akito）
- 2月23日 - U-ICHI（岡山県、DJ、元HOME MADE 家族）
- 2月24日 - Shinya（大阪府、ドラマー、元La;Sadie's/DIR EN GREY）
- 2月25日 - 常田真太郎（愛知県、ミュージシャン、スキマスイッチ）
- 2月27日 - KAZUOMI（KAZUOMI、ギタリスト、ROTTENGRAFFTY）
- 2月28日 - フルカワユタカ（山口県、歌手、元DOPING PANDA）
- 3月1日 - マシコタツロウ（茨城県、作曲家・歌手）
- 3月1日 - 野川さくら（愛知県、声優・歌手）
- 3月5日 - 阿部尚徳/とく/とくP（東京都、ミュージシャン、GARNiDELiA）
- 3月7日 - 半蔵（沖縄県、MC、元Soul Camp）
- 3月8日 - 須藤元気（東京都、元総合格闘家・元ダンスパフォーマー・政治家、WORLD ORDER）
- 3月10日 - DICK（北海道、ベーシスト、MONKEY MAJIK）
- 3月19日 - 黒須克彦（神奈川県、作曲家）
- 3月20日 - 奥華子（千葉県、シンガーソングライター）
- 3月20日 - Ayumu（茨城県、歌手、Zwei）
- 3月23日 - Diggy-MO'（MC、元SOUL'd OUT）
- 3月23日 - ミトカツユキ（北海道、歌手）
- 3月24日 - 持田香織（東京都、歌手、Every Little Thing）
- 3月27日 - 浦山一悟（埼玉県、ドラマー、ACIDMAN）
- 4月4日 - 江口直人（佐賀県、芸人、どぶろっく）
- 4月7日 - 大萩康司（宮崎県、ギタリスト）
- 4月8日 - DAIGO（東京都、シンガーソングライター、BREAKERZ）
- 4月9日 - 天野浩成（愛知県、俳優・元歌手）
- 4月14日 - 村治佳織（東京都、ギタリスト（クラシックギター））
- 4月15日 - 荒神直規（福岡県、シンガーソングライター）
- 4月23日 - "E"qual（愛知県、ラッパー、元M.O.S.A.D.）
- 4月26日 - 麻井寛史（岡山県、ミュージシャン、Sensation）
- 5月1日 - 三箇一稔/パークマンサー（富山県、俳優・歌手、軟式globe）
- 5月4日 - 小野大輔（高知県、声優・歌手）
- 5月5日 - かんざきひろ/Hiroyuki ODA/鼻そうめんP（イラストレーター・アニメーター・ミュージシャン）
- 5月9日 - 大橋卓弥（愛知県、ミュージシャン、スキマスイッチ）
- 5月9日 - ナカヤマシンペイ（長崎県、ドラマー、ストレイテナー/元THE PREDATORS/元another sunnyday/Zantö）
- 5月11日 - 大山純（群馬県、ギタリスト、ストレイテナー/元ART-SCHOOL/another sunnyday）
- 5月12日 - 石黒彩（北海道、歌手・タレント、元モーニング娘。）
- 5月13日 - 長友誠（宮崎県、トランペッター、JABBERLOOP）
- 5月13日 - SHIN（神奈川県、MC、CLIFF EDGE）
- 5月16日 - 大正九年（静岡県、ミュージシャン）
- 5月18日 - JUN（神奈川県、MC、CLIFF EDGE）
- 5月18日 - 奈良巧介（北海道、歌手、GHOSTY BLOW）
- 5月18日 - YOPPY（MC、エイジアエンジニア）
- 5月26日 - ZRO（MC、エイジアエンジニア）
- 5月23日 - 大谷靖夫（山形県、作曲家）
- 5月24日 - 松田晋二（福島県、ドラマー、THE BACK HORN）
- 6月1日 - 池田綾子（東京都、シンガーソングライター）
- 6月4日 - 廣山哲史/廣山陽介（沖縄県、DJ、RYUKYUDISKO）
- 6月4日 - 遠藤慎平（新潟県、歌手、元C-999）
- 6月7日 - 漢 a.k.a. GAMI（新潟県、ラッパー、MSC）
- 6月15日 - TATSU（長野県、歌手、ASIAN2）
- 6月19日 - SHUHEI（MC、エイジアエンジニア）
- 7月1日 - Akeboshi（神奈川県、歌手）
- 7月2日 - 伊藤洋一（埼玉県、キーボーディスト、元GOING UNDER GROUND）
- 7月3日 - D.O（東京都、歌手、KAMINARI-KAZOKU.）
- 7月6日 - ガラ（群馬県、歌手、MERRY）
- 7月6日 - 赤塚ヤスシ（福岡県、ミュージシャン、DOES）
- 7月7日 - MISIA（福岡県、歌手）
- 7月8日 - ホリエアツシ（長崎県、歌手、ストレイテナー/ent）
- 7月12日 - 大橋好規（千葉県、歌手、大橋トリオ）
- 7月14日 - 野村陽一郎（岐阜県、歌手・作曲家、二千花）
- 7月17日 - RAM RIDER（音楽家・プロデューサー）
- 7月17日 - コトリンゴ（大阪府、歌手、元KIRINJI）
- 7月18日 - 金田英巨（北海道、歌手、雷鼓）
- 7月24日 - タテタカコ（長野県、歌手）
- 7月25日 - 百田留衣（大阪府、ミュージシャン、元GIRAFFE/元ORCA）
- 7月28日 - 矢井田瞳（大阪府、歌手）
- 7月30日 - 大佑（東京都、歌手、+2010年）
- 8月1日 - 角口香織（福岡県、歌手、HIBARI）
- 8月1日 - BASI（12月25日、MC、韻シスト）
- 8月5日 - 中富雄也（長崎県、ドラマー、風味堂）
- 8月8日 - ハヤシヒロユキ（東京都、歌手、POLYSICS）
- 8月10日 - 荒井岳史（歌手、the band apart）
- 8月14日 - 石原聡（埼玉県、ベーシスト、GOING UNDER GROUND）
- 8月14日 - 松本敏将（広島県、歌手、tobaccojuice）
- 8月17日 - A-2Sick（北海道、歌手、GHOSTY BLOW）
- 8月21日 - TASSHI（Aqua Timez、ドラマー、Aqua Timez）
- 8月28日 - AK-69（愛知県、歌手）
- 8月29日 - 岩瀬敬吾（広島県、歌手、元19（ジューク））
- 9月3日 - 井上裕治（福島県、ギタリスト、元girl next door）
- 9月11日 - RUMI（東京都、ラッパー、元般若）
- 9月11日 - まきのめぐみ（宮城県、歌手）
- 9月15日 - KLUTCH（大阪府、MC、ET-KING）
- 9月18日 - 河野丈洋（埼玉県、ドラマー、GOING UNDER GROUND）
- 9月20日 - KEN-U（東京都、レゲエシンガー）
- 9月29日 - オーノキヨフミ（北海道、歌手）
- 10月2日 - 浜崎あゆみ（福岡県、歌手）
- 10月3日 - 山森大輔（沖縄県、歌手、元ROCK'A'TRENCH/SKA SKA CLUB）
- 10月7日 - 長岡亮介/浮雲（千葉県、ギタリスト、ペトロールズ/東京事変）
- 10月7日 - 森慎太郎（佐賀県、芸人、どぶろっく）
- 10月13日 - U-tan（歌手、GOOD4NOTHING）
- 10月14日 - アッシャー（、歌手）
- 10月14日 - 木下理樹（大阪府、歌手、ART-SCHOOL/killing Boy/元KAREN）
- 10月17日 - 遠藤大介（群馬県、ミュージシャン、DE DE MOUSE）
- 10月18日 - 般若（東京都、ラッパー、元妄走族）
- 10月18日 - 白石稔（愛媛県、声優・元歌手）
- 10月19日 - 中島卓偉（福岡県、シンガーソングライター）
- 10月24日 - 九州男（長崎県、歌手、ハジメノヨンポ）
- 10月27日 - 小西真奈美（鹿児島県、女優・タレント・歌手）
- 10月27日 - 鈴木大輔（神奈川県、キーボーディスト、元girl next door）
- 10月31日 - no-boo（石川県、歌手、tick）
- 11月7日 - 長瀬智也（神奈川県、歌手・俳優、元TOKIO）
- 11月10日 - 神田朱未（愛知県、声優・歌手、元Aice5/元DROPS）
- 11月11日 - matty（愛知県、DJ、Sonar Pocket）
- 11月17日 - 堂珍嘉邦（広島県、歌手、CHEMISTRY）
- 11月18日 - 斎藤圭土（神奈川県、ピアニスト、レ・フレール）
- 11月20日 - BUCCI（兵庫県、歌手、ET-KING）
- 11月23日 - 田澤孝介（大阪府、歌手、Rayflower/Waive）
- 11月25日 - 椎名林檎（埼玉県、シンガーソングライター、東京事変）
- 11月26日 - 福山潤（広島県、声優・歌手）
- 11月29日 - ヤス一番?（岐阜県、MC、nobodyknows+）
- 12月1日 - 一十三十一（北海道、歌手）
- 12月6日 - ミドリカワ書房（北海道、歌手）
- 12月7日 - 小湊昭尚（福島県、尺八奏者・音楽プロデューサー、ZAN）
- 12月7日 - Karyu（山口県、ギタリスト、Angelo/元D'espairsRay）
- 12月7日 - 一志（長野県、歌手、Kagrra,、+2011年）
- 12月9日 - ISSA（沖縄県、歌手、DA PUMP）
- 12月11日 - TENN（大阪府、歌手、ET-KING、+2014年）
- 12月13日 - マキシマムザ亮君（東京都、シンガーソングライター、マキシマムザホルモン）
- 12月14日 - 神部冬馬（東京都、歌手）
- 12月17日 - サガユウキ（青森県、歌手）
- 12月18日 - ファンキー加藤（東京都、MC、元FUNKY MONKEY BABYS）
- 12月19日 - 中澤寛規（埼玉県、ギタリスト、GOING UNDER GROUND）
- 12月22日 - 松本素生（埼玉県、シンガーソングライター、GOING UNDER GROUND）
- 12月25日 - 町田直隆（東京都、歌手、元BUNGEE JUMP FESTIVAL）
- 月日不明 - AKIRA（愛知県、MC、元M.O.S.A.D.）
- 月日不明 - a.mia（神奈川県、歌手、元Little Hippies）
- 月日不明 - 鬼（福島県、ラッパー、鬼一家）
- 月日不明 - OLIVE OIL（鹿児島県、音楽プロデューサー・DJ）
- 月日不明 - DJ BAKU（東京都、DJ、元般若）
- 月日不明 - 剣桃太郎（東京都、ラッパー、妄走族）
- 月日不明 - BES（東京都、ラッパー、SWANKY SWIPE/SCARS）
- 月日不明 - 三浦康嗣（ミュージシャン、□□□）

## 死去
- 1月23日 - テリー・キャス（、シカゴのギタリスト、*1946年）
- 2月27日 - ワディム・サルマノフ（、作曲家、*1912年）
- 4月21日 - サンディ・デニー（、フォーク歌手、*1947年）
- 5月1日 - アラム・ハチャトゥリアン（、作曲家、*1903年）
- 7月5日 - 水原弘（東京都、歌手、*1935年）
- 7月25日 - 古賀政男（福岡県、作曲家、*1904年）
- 8月1日 - ルドルフ・コーリッシュ（、ヴァイオリニスト、*1896年）
- 8月2日 - カルロス・チャベス（、作曲家、*1899年）
- 8月24日 - ルイ・プリマ（、ジャズミュージシャン、*1910年）
- 9月7日 - キース・ムーン（、ザ・フーのドラマー、*1946年）
- 9月9日 - 阿部薫（神奈川県、サックスプレイヤー、*1949年）
- 10月9日 - ジャック・ブレル（→、シンガーソングライター、*1929年）
- 10月8日 - シェルイ・ティボール（、作曲家・ヴァイオリニスト・ヴィオリスト、*1901年）
- 11月18日 - レニー・トリスターノ（、ジャズピアニスト、*1919年）
- 12月8日 - 江口夜詩（岐阜県、作曲家、*1903年）